# Saint-Jean-de-Blaignac
 Saint-Jean-de-Blaignac  là một xã thuộc tỉnh Gironde trong vùng Aquitaine tây nam nước Pháp. Xã này nằm ở khu vực có độ cao trung bình 72 mét trên mực nước biển.